# Leopold Hofmann (Komponist)

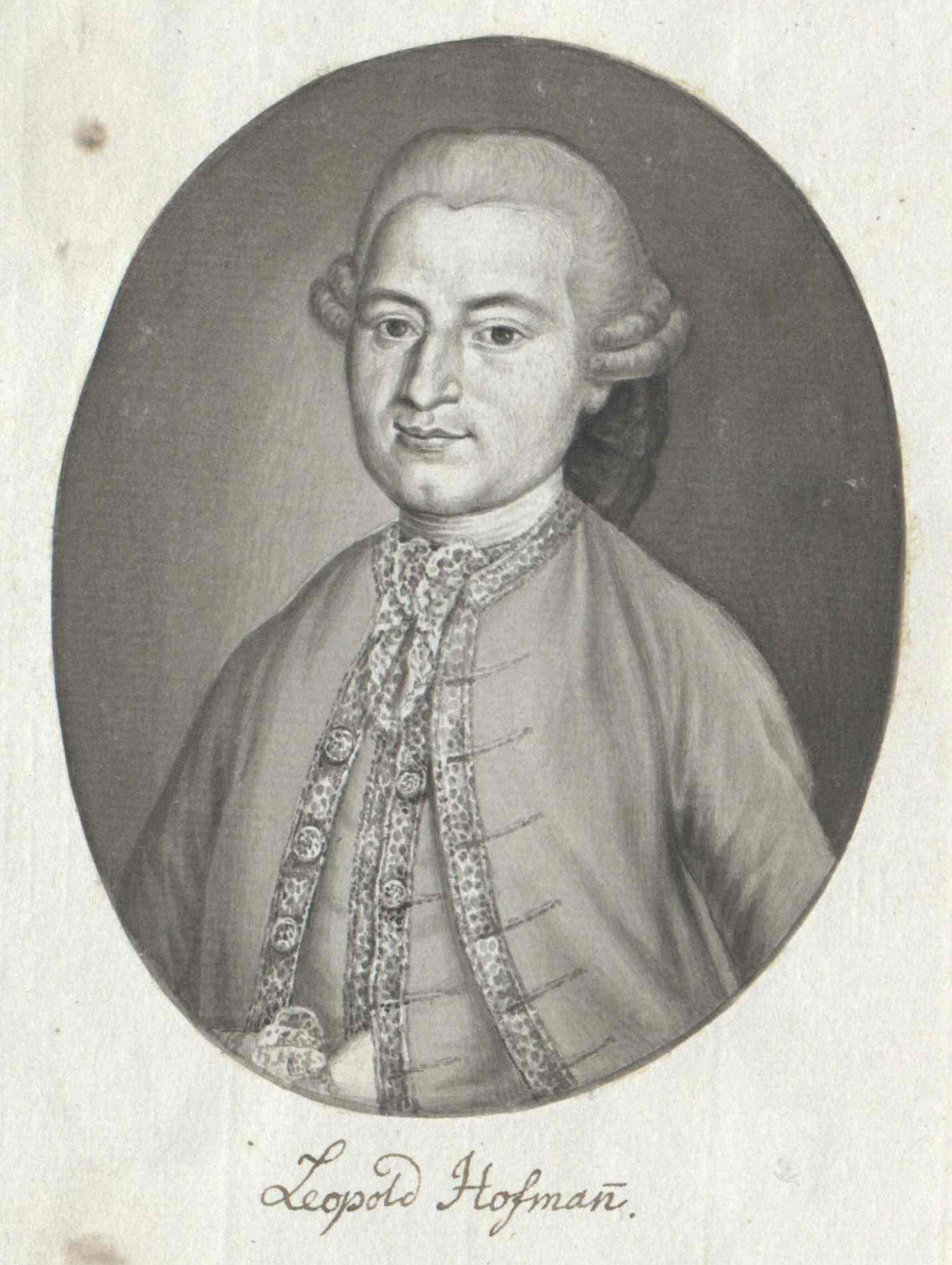
Leopold Hofmann

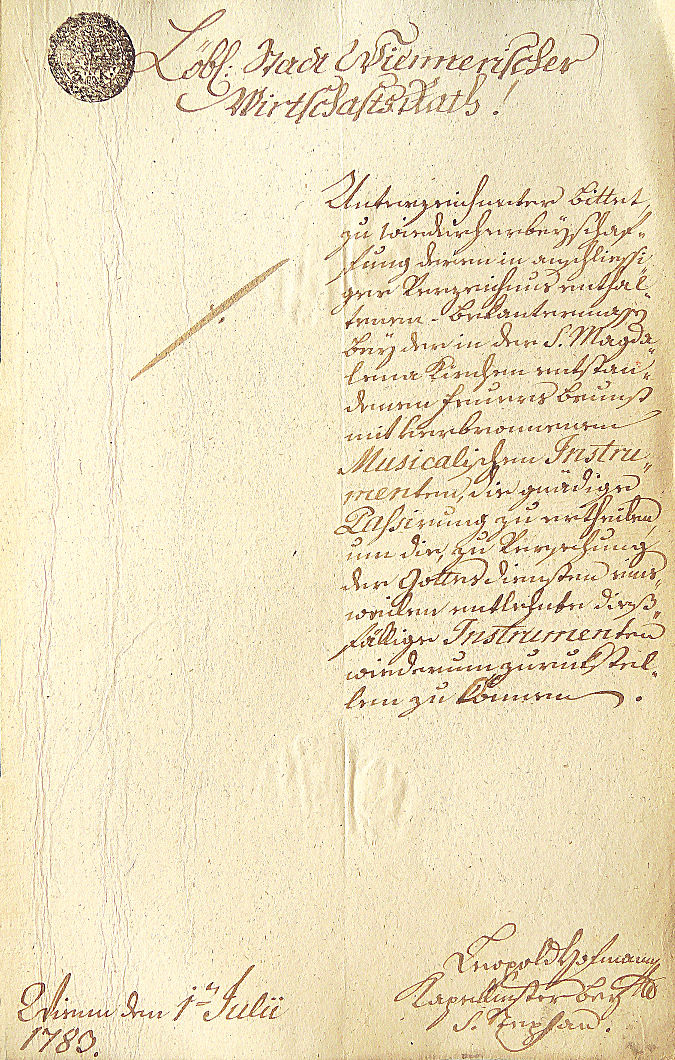
Ein Schreiben Leopold Hofmanns aus dem Jahr 1783

Leopold Hofmann (* 14. August 1738 in Wien; † 17. März 1793 ebenda) war ein österreichischer Komponist der Wiener Klassik.

## Leben und Wirken
Leopold Hofmann, Sohn eines Hofbeamten, erhielt seine musikalische Ausbildung als Sängerknabe in der Kapelle der Kaiserin Witwe Elisabeth Christine. Zu Hofmanns Lehrern zählen Georg Christoph Wagenseil und der Geiger Giuseppe Trani (1707–1797). Hofmann war zeit seines Lebens in seiner Geburtsstadt als Musiker und Lehrer tätig. So unterrichtete er zeitweise die Kinder am Kaiserhof im Spiel der Violine und der Tasteninstrumente. Hofmann galt bei den meisten Zeitgenossen als bedeutender Komponist, und manche Zeitgenossen stellten ihn auf eine Stufe mit Haydn und Gluck. Dittersdorf, Charles Burney und Johann Adam Hiller beschrieben ihn als einen Musiker von hohem Können. Zahlreiche Auszeichnungen der Stadt Wien und Geschenke vom Kaiserhof unterstreichen diese Wertschätzung. Selbst lange nach seinem Tod bezeichnete ihn Otto Nicolai als den Begründer der Wiener Geigenschule des 19. Jahrhunderts. Allerdings äußerte sich Joseph Haydn mehrmals negativ über Hofmann; so bezeichnete er ihn in einem Schreiben vom Juli 1781 an den Artaria-Verlag als einen Prahlhans.
Hofmann war von 1772 bis zu seinem Tod Domkapellmeister am Stephansdom und vermutlich Chorregent an Sankt Peter. Am 9. Mai 1791 wurde ihm Wolfgang Amadeus Mozart als unbesoldeter Adjunkt mit dem Recht auf Nachfolge zur Seite gestellt. Nach Mozarts Tod wurde Johann Georg Albrechtsberger dessen Nachfolger als Kapellmeister-Adjunkt am Stephansdom. Nach Leopold Hofmanns Tod 1793 wurde Albrechtsberger selbst Domkapellmeister und blieb es bis 1809.

## Werk
Hofmanns bekanntestes Werk ist das Flötenkonzert in D-Dur, das irrtümlich Joseph Haydn zugeschrieben wurde. Neben der Sakralmusik, sind unter anderem 12 weitere Flötenkonzerte, zahlreiche Instrumentalkonzerte, Kammermusik, Divertimenti und 67 Symphonien bekannt. Der in Paris wirkende Musiker und Verleger Jean-Georges Sieber (1738–1822) druckte 1760 sechs Sinfonien Hofmanns.

## Diskografie
Von ihm waren Ende 2012 etwa sieben CDs erhältlich, darunter
- 4 Cellokonzerte (Naxos)
- Flötenkonzerte Vol 1 (Naxos 1999)[4]
- 5 Sinfonien (Badley-Verzeichnis Bb1, F1, D4, F2, C8, Naxos)[5]
- 2 Violinkonzerte (Naxos 1997)[6]